# 25801 Oliviaschwob
25801 Oliviaschwob este un asteroid din centura principală de asteroizi.

## Descriere
25801 Oliviaschwob este un asteroid din centura principală de asteroizi. A fost descoperit pe 4 februarie 2000 la Socorro, New Mexico, în cadrul proiectului LINEAR. Asteroidul prezintă o orbită caracterizată de o semiaxă mare de 2,93 ua, o excentricitate de 0,08 și o înclinație de 2,6° în raport cu ecliptica.